# The Gary McFarland Orchestra
The Gary McFarland Orchestra — альбом композитора, дирижёра и вибрафониста Гэри МакФарланда с участием оркестра и приглашённого джазового пианиста Билла Эванса, записанный в начале 1963 года для Verve.
Биограф Эванса Питер Петтингер отмечает, что "Макфарланд познакомился с Эвансом, когда учился в Ленокс [Мьюзикал Инн] в 1959 году. Планируя альбом собственных композиций, он снова столкнулся с пианистом и набрался смелости, чтобы пригласить его в проект». Макфарланд сказал: «Я построил альбом вокруг Билла — вокруг всего, чем он является, его мелодического дара, его гармонических концепций, его... ну, его волшебства. Вот что это такое на самом деле. Волшебство. ... На мой вкус он идеальный пианист. Он делает все идеально".
Альбом состоит из шести оригинальных композиций МакФарланда, написанных для ансамбля из 11 человек, в который входят два альта и две виолончели, а также весьма известные джазовые исполнители, такие как гитарист Джим Холл, басист Ричард Дэвис, и Фил Вудс на кларнете. Эванс остался «верным поклонником» МакФарланда после этого проекта и позже добавил в свой репертуар его композицию «Gary's Theme», записав её в альбоме You Must Believe in Spring.

## Приём
| Оценки критиков                | Оценки критиков |
| Источник                       | Оценка          |
| ------------------------------ | --------------- |
| DownBeat (Original Lp release) | [ 5 ]           |
| AllMusic                       | [ 6 ]           |

В оригинальном рецензировании DownBeat альбому было присвоено 4,5 звезды, в котором говорилось: «Эванс прекрасно вписывается в эти композиции, становясь логичной частью целого, а не перетаскивая каждую пьесу за собой, как это могло бы быть, если бы МакФарланд не написал так проницательно, как он это сделал. ... Эти произведения, полные мелодичности, мягкости и плавно нарастающего ритма, исполняются необычайно проникновенно группой МакФарланда из 11 человек.
В рецензии AllMusic Дуглас Пейн пишет: «Альбом похож на саундтрек, воспевающий восторг от большой городской страны чудес. Композиции первоклассные, МакФарланд иногда играет просто и идеально. Билл Эванс дополняет картину своим изящным, индивидуальным стилем».
Петтингер комментирует: «Пианист всегда хорошо работал с вибрафонистами, о чём свидетельствуют его записи с Эдди Костой, Дэйвом Пайком, а теперь и с Макфарландом. Здесь его игра была нежной, искрящейся и в основном декоративной по характеру». Кит Шедвик добавляет: «Музыка варьируется от почти классической ... к незавершённым конструкциям, которые часто использовал Дюк Эллингтон, где интригующие ансамблевые пассажи противопоставляются и определяются последующими соло. ... [Это] случалось редко, когда [Эванс] возвращался в такую стимулирующую и необычную музыкальную среду.

## Переиздания
Альбом был выпущен на компакт-диске по меньшей мере четыре раза: в составе 18-дискового набора The Complete Bill Evans on Verve в 1997 году, лейблом FiveFour в Великобритании в 2005 году, лейблом Verve ограниченным тиражом в Японии в 2008 году и лейблом Phono в ЕС в 2016 году с более ранним альбомом МакФарланда The Jazz Version of "How to Succeed in Business without Really Trying" в качестве бонусного материала.

## Список треков
Автор всех треков Гэри МакФарланд.
1. "Reflections in the Park" - 3:44
2. "Night Images" - 5:54
3. "Tree Patterns" - 4:58
4. "Peach Tree" - 5:05
5. "Misplaced Cowpoke" - 10:15
6. "A Moment Alone" - 6:10

- Записано на Webster Hall в Нью-Йорке 24 января 1963 года.

## Музыканты
- Гэри Макфарланд - вибрафон, композитор, дирижёр
- Билл Эванс - пианино
- Фил Вудс - кларнет
- Спенсер Синатра — альт-саксофон, флейта
- Жюльен Барбер, Аллан Голдберг - альт
- Аарон Жювелье, Джозеф Текула - виолончель
- Джим Холл - гитара
- Ричард Дэвис - бас - гитара
- Эд Шонесси - барабаны

Технический персонал
- Вэл Валентин - инженерный директор
- Рэй Холл - звукорежиссёр
- Чарльз Стюарт - фотография для обложки